# Parte avuta dal lavoro nel processo di umanizzazione della scimmia
Parte avuta dal lavoro nel processo di umanizzazione della scimmia (in tedesco Anteil der Arbeit an der Menschwerdung des Affen), è un saggio incompiuto scritto da Friedrich Engels nella primavera del 1876. Il saggio costituisce il nono capitolo della "Dialettica della natura", che propone un paradigma materialista unitario della storia naturale e umana.

## Descrizione
Sebbene incompleto, il saggio chiarisce due aspetti della teoria materialista che avevano sostenuto il pensiero di Marx ed Engels sin dalla metà degli anni Quaranta dell'Ottocento. In primo luogo, sostiene che la separazione dell'umanità dalla natura non è inerente alla condizione umana, ma piuttosto che l'umanità è una parte della natura; inoltre, l'azione umana nella riorganizzazione fisica della natura è parte di un lungo processo storico, per mezzo del quale il materiale fisico della natura è incorporato nei sistemi di valori umani attraverso il lavoro. Engels utilizza questo quadro per suggerire che l'umanità deve trascendere i modelli ecologicamente distruttivi del capitalismo e progredire verso un modo di produzione che operi in armonia con la natura.
In secondo luogo, il saggio affronta la questione della cognizione e dell'ontologia, suggerendo che il cervello umano non è intrinsecamente distinto dal cervello di altri mammiferi, ma che le capacità intellettuali umane si sviluppano attraverso una relazione dialettica con il corpo umano. In particolare, Engels sottolinea l'importanza dei pollici opponibili degli umani e delle bocche foneticamente dinamiche, che hanno permesso loro di articolare forme complesse di linguaggio nel tempo. A tale riguardo, il saggio ha sfidato la filosofia prevalente del dualismo cartesiano, che tracciava una netta divisione tra mente e corpo.
Marx ed Engels avevano entrambi alluso a questa nozione in scritti precedenti, ad esempio nella loro prima opera collaborativa, "La Sacra Famiglia", in cui scrivevano:
(Karl Marx e Friedrich Engels, "La sacra famiglia")
Tuttavia, nel descrivere questa dinamica in funzione del processo storico di evoluzione, il saggio è tra i documenti più espliciti e completi sull'ontologia di Marx ed Engels.

## Contenuto
Engels esordisce affermando che il lavoro non è solo la fonte fondamentale della ricchezza e del valore, ma rappresenta la «condizione fondamentale per tutta l'esistenza umana», nel senso che la mente e il corpo umani sono stati prodotti dal processo storico del lavoro. Suggerisce che «il lavoro inizia con la fabbricazione di strumenti», e quindi il primo momento essenziale in questa storia è stato lo sviluppo del bipedismo, che ha liberato le mani degli ominidi per diventare più abili e capaci di fabbricare strumenti rudimentali. Così sottolinea che «la mano non è solo l'organo del lavoro, è anche il prodotto del lavoro». A causa dell'evoluzione della mano, tutto il corpo ne ha beneficiato.
Man mano che la sussistenza andava oltre il semplice foraggiamento, anche i metodi di collaborazione degli ominidi e il bisogno di sostegno reciproco:
(Friedrich Engels, "Parte avuta dal lavoro nel processo di umanizzazione della scimmia")
Contemporaneamente, gli ominidi subirono un processo di adattamento che comprendeva un cambiamento nella loro dieta che permise loro di abitare nuovi ambienti. La pesca e la caccia con l'ausilio di strumenti artigianali erano una parte essenziale di questo processo, perché, sebbene spesso richiedessero molto tempo, fornivano una ricca fonte di proteine che aiutavano a nutrire i loro corpi e il loro cervello fisico.
Engels suggerisce che i principali sviluppi successivi allo sviluppo della dieta a base di carne furono il controllo del fuoco e l'addomesticamento degli animali. Poi, finalmente, raggiungono un punto in cui sono in grado di sviluppare le istituzioni associate alla civiltà umana:
(Friedrich Engels, "Parte avuta dal lavoro nel processo di umanizzazione della scimmia")
Engels afferma che gli esseri umani si sono così distinti dagli animali per la loro capacità di manipolare la natura in modi molteplici e dinamici, invece di inserirsi in una singola nicchia ecologica. Osserva che "interi continenti" sono stati riconfigurati attraverso l'industria umana e che persino le piante e gli animali stessi sono stati trasformati dall'allevamento selettivo nella misura in cui "diventano irriconoscibili".
Tuttavia, mette in guardia contro la concettualizzazione della natura come in opposizione all'umanità in qualsiasi senso, scrivendo:
(Friedrich Engels, "Parte avuta dal lavoro nel processo di umanizzazione della scimmia")
Rileva la desertificazione provocata dalla deforestazione in Asia Minore e in Grecia, e che in molti luoghi d'Europa la coltivazione monocromatica della patata potrebbe aver portato alla proliferazione della scrofola, così come alla Grande carestia irlandese:
(Friedrich Engels, "Parte avuta dal lavoro nel processo di umanizzazione della scimmia")

## Classificazione teoretica
L'unità concettuale di umanità e natura era stata un tema centrale nel pensiero di Marx ed Engels fin dalle prime fasi della loro carriera, ed era particolarmente prevalente nei loro discorsi sull'essere specie. Ad esempio, nei "Manoscritti economici-filosofici del 1844", Marx aveva scritto:
(Friedrich Engels, "Parte avuta dal lavoro nel processo di umanizzazione della scimmia")
Tuttavia, prima della pubblicazione dell'"L'origine delle specie" di Darwin nel 1859, a Marx ed Engels mancava ancora un fondamento biologico per la loro teoria del materialismo dialettico. Scrivendo nei "Grundrisse" nel 1858 o poco prima, Marx alludeva alla necessità di una concettualizzazione coerente del rapporto dell'umanità con la terra:
(Friedrich Engels, "Parte avuta dal lavoro nel processo di umanizzazione della scimmia")
Nel suo tentativo di fornire una tale spiegazione, Engels implica che è stato il pensiero complesso generato dal lavoro manuale e dal linguaggio verbale a stimolare lo sviluppo del nostro cervello. In senso biologico, gli esseri umani non sono fondamentalmente diversi dagli altri mammiferi, in quanto la maggior parte dei mammiferi è solo fisicamente – e non cognitivamente – incapace di parlare:
(Friedrich Engels, "Parte avuta dal lavoro nel processo di umanizzazione della scimmia")
Continua suggerendo che i pappagalli possono, in misura limitata, comprendere il linguaggio umano, un'ipotesi che è stata confermata da studi scientifici.
Il processo di sviluppo cognitivo descritto da Engels è oggi noto come coevoluzione gene-cultura o teoria della doppia eredità, ed è ampiamente accettato dai biologi. Stephen Jay Gould ha sostenuto che questa è l'unica teoria scientificamente valida dell'evoluzione del cervello umano e ha affermato che il saggio di Engels rappresentava "il miglior caso del diciannovesimo secolo per la coevoluzione genetica-cultura".

## Critiche
L'antropologo S.V. Drobyševskij, riguardo alla teoria del lavoro dell'antropogenesi di Engels, osserva che "naturalmente non è rilevante nemmeno una volta per molto tempo" – nel senso in cui Engels lo comprese" quando "all'inizio c'era una scimmia selvaggia su un albero, poi ha iniziato a usare pietre e bastoni, ed è diventato un uomo, "perché "ora capiamo che il processo ha richiesto almeno 4 milioni di anni", mentre "Engels non sapeva nemmeno che la Terra esistesse da così tanto tempo, quindi, nella sua forma pura, il suo concetto" non rotola "in alcun modo". Allo stesso tempo, Drobyševskij concorda sul fatto che "l'attività lavorativa era necessaria per l'emergere del genere Homo tra Australopithecus, se Australopithecus è considerato scimmie", poiché dal momento in cui queste ultime "hanno iniziato a utilizzare strumenti, hanno subito cambiamenti molto potenti nella struttura della mano, mascelle, cervello, comportamento". E poiché "tutta la nostra cultura è attività strumentale", allora in questo senso la linea di pensiero di Engels è corretta, poiché "il ruolo del lavoro era, senza dubbio" e "Senza strumenti, una persona non è proprio una persona".